# Consonne fricative linguo-labiale voisée
Cette page contient des caractères spéciaux ou non latins. S’ils s’affichent mal (▯, ?, etc.), consultez la page d’aide Unicode.
La consonne fricative linguo-labiale voisée est un son consonantique fréquent dans de plusieurs langues. Le symbole dans l'alphabet phonétique international est [ð̼] ou [β̺].

## Caractéristiques
Voici les caractéristiques de la consonne fricative linguo-labiale voisée :
- son mode d'articulation est fricatif, ce qui signifie qu’elle est produite en contractant l'air à travers une voie étroite au point d’articulation, causant de la turbulence ;
- Son point d’articulation est linguo-labial, ce qui signifie qu'elle est articulée avec la langue et les lèvres.
- Sa phonation est voisée, ce qui signifie qu'elle est produite avec la vibration des cordes vocales.
- C'est une consonne orale, ce qui signifie que l'air ne s’échappe que par la bouche.
- C'est une consonne centrale, ce qui signifie qu’elle est produite en laissant l'air passer au-dessus du milieu de la langue, plutôt que par les côtés.
- Son mécanisme de courant d'air est égressif pulmonaire, ce qui signifie qu'elle est articulée en poussant l'air par les poumons et à travers le chenal vocatoire, plutôt que par la glotte ou la bouche.

## Langues
| Langue      | Exemple | Prononciation | Sens             | Notes |
| ----------- | ------- | ------------- | ---------------- | --- |
| araki       | v̈ev̈e    | [ð̼eð̼e]        | pandanus         | |
| big nambas, |         | [ið̼a]         | quatre           | |
| big nambas, |         | [nað̼ət]       | pierre           | |
| mavea       | movila  | [mo-v̼ila]     | il y a un éclair | Uniquement 6 % des locuteurs mavea utilisent les linguo-labiales, la consonne est remplacée par [v] chez les autres locuteurs. |
| tangoa      |         | [ð̼atu]        | pierre           | |